# Comuni della Repubblica Ceca (Ž)
Questa pagina contiene l'elenco dei comuni cechi il cui nome inizia con la lettera Ž.
Per ciascun comune sono indicati il distretto e la regione d'appartenenza. I comuni che hanno lo status di città (město) sono indicati in grassetto, quelli che hanno lo status di comune mercato (městys) in corsivo.
| Comune                          | Distretto           | Regione             |
| ------------------------------- | ------------------- | ------------------- |
| Žabčice                         | Brno-venkov         | Moravia meridionale |
| Žabeň                           | Frýdek-Místek       | Moravia-Slesia      |
| Žabonosy                        | Kolín               | Boemia centrale     |
| Žabovřesky                      | České Budějovice    | Boemia meridionale  |
| Žabovřesky nad Ohří             | Litoměřice          | Ústí nad Labem      |
| Žacléř                          | Trutnov             | Hradec Králové      |
| Žádovice                        | Hodonín             | Moravia meridionale |
| Žákava                          | Plzeň-jih           | Plzeň               |
| Žákovice                        | Přerov              | Olomouc             |
| Žáky                            | Kutná Hora          | Boemia centrale     |
| Žalany                          | Teplice             | Ústí nad Labem      |
| Žalhostice                      | Litoměřice          | Ústí nad Labem      |
| Žalkovice                       | Kroměříž            | Zlín                |
| Žamberk                         | Ústí nad Orlicí     | Pardubice           |
| Žampach                         | Ústí nad Orlicí     | Pardubice           |
| Žandov                          | Česká Lípa          | Liberec             |
| Žár                             | České Budějovice    | Boemia meridionale  |
| Žáravice                        | Pardubice           | Pardubice           |
| Žarošice                        | Hodonín             | Moravia meridionale |
| Žárovná                         | Prachatice          | Boemia meridionale  |
| Žatčany                         | Brno-venkov         | Moravia meridionale |
| Žatec (Vysočina)                | Jihlava             | Vysočina            |
| Žatec                           | Louny               | Ústí nad Labem      |
| Ždánice                         | Hodonín             | Moravia meridionale |
| Ždánice (Boemia centrale)       | Kolín               | Boemia centrale     |
| Ždánice (Vysočina)              | Žďár nad Sázavou    | Vysočina            |
| Ždánov                          | Domažlice           | Plzeň               |
| Žďár (Mladá Boleslav)           | Mladá Boleslav      | Boemia centrale     |
| Žďár (Rakovník)                 | Rakovník            | Boemia centrale     |
| Žďár (Moravia meridionale)      | Blansko             | Moravia meridionale |
| Žďár (Jindřichův Hradec)        | Jindřichův Hradec   | Boemia meridionale  |
| Žďár (Písek)                    | Písek               | Boemia meridionale  |
| Žďár nad Metují                 | Náchod              | Hradec Králové      |
| Žďár nad Orlicí                 | Rychnov nad Kněžnou | Hradec Králové      |
| Žďár nad Sázavou                | Žďár nad Sázavou    | Vysočina            |
| Žďárec                          | Brno-venkov         | Moravia meridionale |
| Žďárek                          | Liberec             | Liberec             |
| Žďárky                          | Náchod              | Hradec Králové      |
| Žďárná                          | Blansko             | Moravia meridionale |
| Ždírec (Havlíčkův Brod)         | Havlíčkův Brod      | Vysočina            |
| Ždírec (Jihlava)                | Jihlava             | Vysočina            |
| Ždírec (Plzeň)                  | Plzeň-jih           | Plzeň               |
| Ždírec (Liberec)                | Česká Lípa          | Liberec             |
| Ždírec nad Doubravou            | Havlíčkův Brod      | Vysočina            |
| Žebrák                          | Beroun              | Boemia centrale     |
| Žehuň                           | Kolín               | Boemia centrale     |
| Žehušice                        | Kutná Hora          | Boemia centrale     |
| Želatovice                      | Přerov              | Olomouc             |
| Želeč (Olomouc)                 | Prostějov           | Olomouc             |
| Želeč (Boemia meridionale)      | Tábor               | Boemia meridionale  |
| Želechovice                     | Olomouc             | Olomouc             |
| Želechovice nad Dřevnicí        | Zlín                | Zlín                |
| Želenice (Boemia centrale)      | Kladno              | Boemia centrale     |
| Želenice (Ústí nad Labem)       | Most                | Ústí nad Labem      |
| Želešice                        | Brno-venkov         | Moravia meridionale |
| Želetava                        | Třebíč              | Vysočina            |
| Želetice (Hodonín)              | Hodonín             | Moravia meridionale |
| Želetice (Znojmo)               | Znojmo              | Moravia meridionale |
| Železná                         | Beroun              | Boemia centrale     |
| Železná Ruda                    | Klatovy             | Plzeň               |
| Železné                         | Brno-venkov         | Moravia meridionale |
| Železnice                       | Jičín               | Hradec Králové      |
| Železný Brod                    | Jablonec nad Nisou  | Liberec             |
| Želiv                           | Pelhřimov           | Vysočina            |
| Želivsko                        | Svitavy             | Pardubice           |
| Želízy                          | Mělník              | Boemia centrale     |
| Želkovice                       | Louny               | Ústí nad Labem      |
| Želnava                         | Prachatice          | Boemia meridionale  |
| Ženklava                        | Nový Jičín          | Moravia-Slesia      |
| Žeranovice                      | Kroměříž            | Zlín                |
| Žeravice                        | Hodonín             | Moravia meridionale |
| Žeraviny                        | Hodonín             | Moravia meridionale |
| Žerčice                         | Mladá Boleslav      | Boemia centrale     |
| Žeretice                        | Jičín               | Hradec Králové      |
| Žermanice                       | Frýdek-Místek       | Moravia-Slesia      |
| Žernov (Hradec Králové)         | Náchod              | Hradec Králové      |
| Žernov (Liberec)                | Semily              | Liberec             |
| Žernovice                       | Prachatice          | Boemia meridionale  |
| Žernovník                       | Blansko             | Moravia meridionale |
| Žerotice                        | Znojmo              | Moravia meridionale |
| Žerotín (Olomouc)               | Olomouc             | Olomouc             |
| Žerotín (Ústí nad Labem)        | Louny               | Ústí nad Labem      |
| Žerůtky (Znojmo)                | Znojmo              | Moravia meridionale |
| Žerůtky (Blansko)               | Blansko             | Moravia meridionale |
| Židlochovice                    | Brno-venkov         | Moravia meridionale |
| Židněves                        | Mladá Boleslav      | Boemia centrale     |
| Židovice (Hradec Králové)       | Jičín               | Hradec Králové      |
| Židovice (Ústí nad Labem)       | Litoměřice          | Ústí nad Labem      |
| Žihle                           | Plzeň-sever         | Plzeň               |
| Žihobce                         | Klatovy             | Plzeň               |
| Žichlínek                       | Ústí nad Orlicí     | Pardubice           |
| Žichovice                       | Klatovy             | Plzeň               |
| Žilina (Repubblica Ceca)        | Kladno              | Boemia centrale     |
| Žilov                           | Plzeň-sever         | Plzeň               |
| Žim                             | Teplice             | Ústí nad Labem      |
| Žimutice                        | České Budějovice    | Boemia meridionale  |
| Žinkovy                         | Plzeň-jih           | Plzeň               |
| Žirov                           | Pelhřimov           | Vysočina            |
| Žirovnice                       | Pelhřimov           | Vysočina            |
| Žíšov                           | Tábor               | Boemia meridionale  |
| Žitenice                        | Litoměřice          | Ústí nad Labem      |
| Žitková                         | Uherské Hradiště    | Zlín                |
| Žitovlice                       | Nymburk             | Boemia centrale     |
| Živanice                        | Pardubice           | Pardubice           |
| Životice                        | Plzeň-jih           | Plzeň               |
| Životice u Nového Jičína        | Nový Jičín          | Moravia-Slesia      |
| Žiželice (Boemia centrale)      | Kolín               | Boemia centrale     |
| Žiželice (Ústí nad Labem)       | Louny               | Ústí nad Labem      |
| Žižice                          | Kladno              | Boemia centrale     |
| Žižkovo Pole                    | Havlíčkův Brod      | Vysočina            |
| Žlebské Chvalovice              | Chrudim             | Pardubice           |
| Žleby                           | Kutná Hora          | Boemia centrale     |
| Žlunice                         | Jičín               | Hradec Králové      |
| Žlutava                         | Zlín                | Zlín                |
| Žlutice                         | Karlovy Vary        | Karlovy Vary        |
| Žulová                          | Jeseník             | Olomouc             |
| Žumberk                         | Chrudim             | Pardubice           |
| Županovice (Boemia centrale)    | Příbram             | Boemia centrale     |
| Županovice (Boemia meridionale) | Jindřichův Hradec   | Boemia meridionale  |